# Desmosoma anversense
Desmosoma anversense là một loài chân đều trong họ Desmosomatidae. Loài này được Schultz miêu tả khoa học năm 1979.